# カイオ・アウヴェス・ホキ・ゴメス
カイオ・ホキ（Caio Roque）ことカイオ・アウヴェス・ホキ・ゴメス（ポルトガル語: Caio Alves Roque Gomes、2002年1月9日 - ）は、ブラジルのサッカー選手。ポジションはDF。

## クラブ歴
CRフラメンゴの下部組織出身。下部組織時代には既に名が知られており、フェネルバフチェSKからのオファーを受けていたが、この移籍は実現しなかった。2020年10月、シティ・フットボール・グループ傘下のロンメルSKにチームメイトのヴィニシウス・ソウザとともに完全移籍。2021年4月24日のベルギー・ファースト・ディビジョンB最終節でケヴィン・キスに代わって途中出場し選手初出場を果たした。
2023年8月8日、ECバイーアに移籍した。